# NGC 1179
NGC 1179 (другие обозначения — ESO 547-1, MCG -3-8-60, UGCA 48, IRAS03003-1905, PGC 11480) — спиральная галактика с перемычкой (SBc) в созвездии Эридан. Открыта Ормондом Стоуном в 1886 году. Описание Дрейера: «очень тусклый, довольно маленький объект, более яркий в середине, в 1' к востоку видна звезда 12-й величины».
Галактика низкой поверхностной яркости в инфракрасном диапазоне. Чаще всего такие галактики небольшого размера, однако NGC 1179 достаточно крупная. 
Этот объект входит в число перечисленных в оригинальной редакции «Нового общего каталога».